# Horní Radechová
Horní Radechová (deutsch Ober Radechow, auch Ober Radechau) ist eine Gemeinde in Tschechien. Sie liegt fünf Kilometer südwestlich von Hronov am Oberlauf der Radechovka und gehört zum Okres Náchod.

## Geschichte
Horní Radechová wurde erstmals 1402 schriftlich erwähnt. Es war damals nach Náchod eingepfarrt und gehörte zur Herrschaft Nachod, mit der es bis zur Aufhebung der Patrimonialherrschaften 1848 verbunden blieb. 1811 wurde ein Schulhaus errichtet und 1812 mit dem Unterricht begonnen. 1843 stiftete Antonín Zima eine neue Glocke für die Kapelle. 1849 bildeten Horní Radechová, Horní Rybníky und Dolní Rybníky eine Gemeinde. 1884 wurde die Freiwillige Feuerwehr gegründet. 1890 wohnten im Gemeindegebiet 1158 Einwohner, die Zahl der Häuser betrug 162. 1921 erfolgte die Änderung des tschechischen Ortsnamens von Horní Radechov in Horní Radechová. 1928 erfolgte die Elektrifizierung. 1934 errichtete die Gemeinde ein Armenhaus. Dolní Rybníky verlor 1950 seinen Status als Ortsteil. Am 1. Juli 1985 wurde Slavíkov eingemeindet.

## Ortsteile

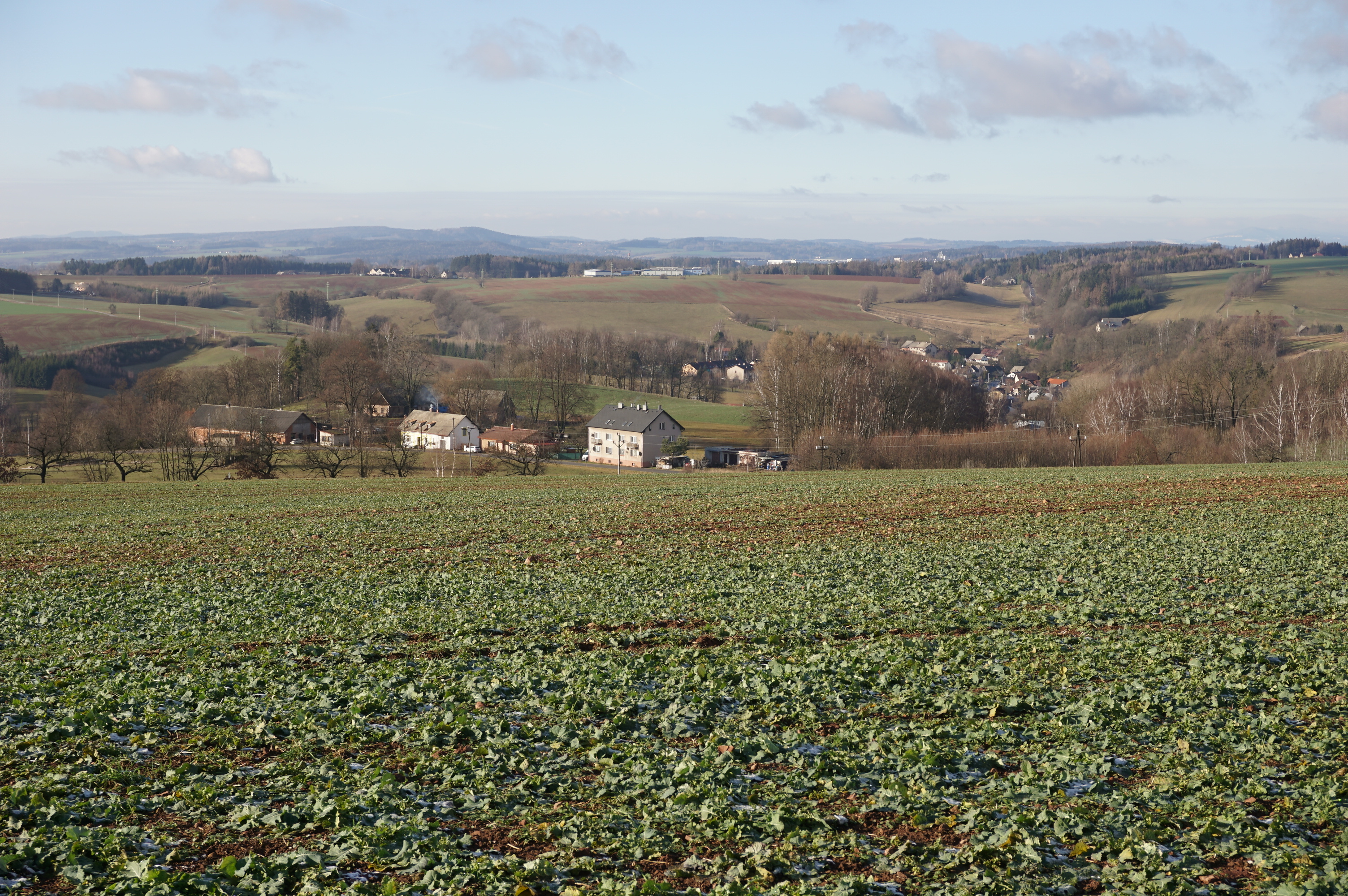
Slavíkov

Die Gemeinde besteht aus den Ortsteilen Horní Radechová (Ober Radechow) und Slavíkov (Slawikau) sowie der Ansiedlung Dolní Rybníky (Niederteich).